# Мечеть Реджепа-паші

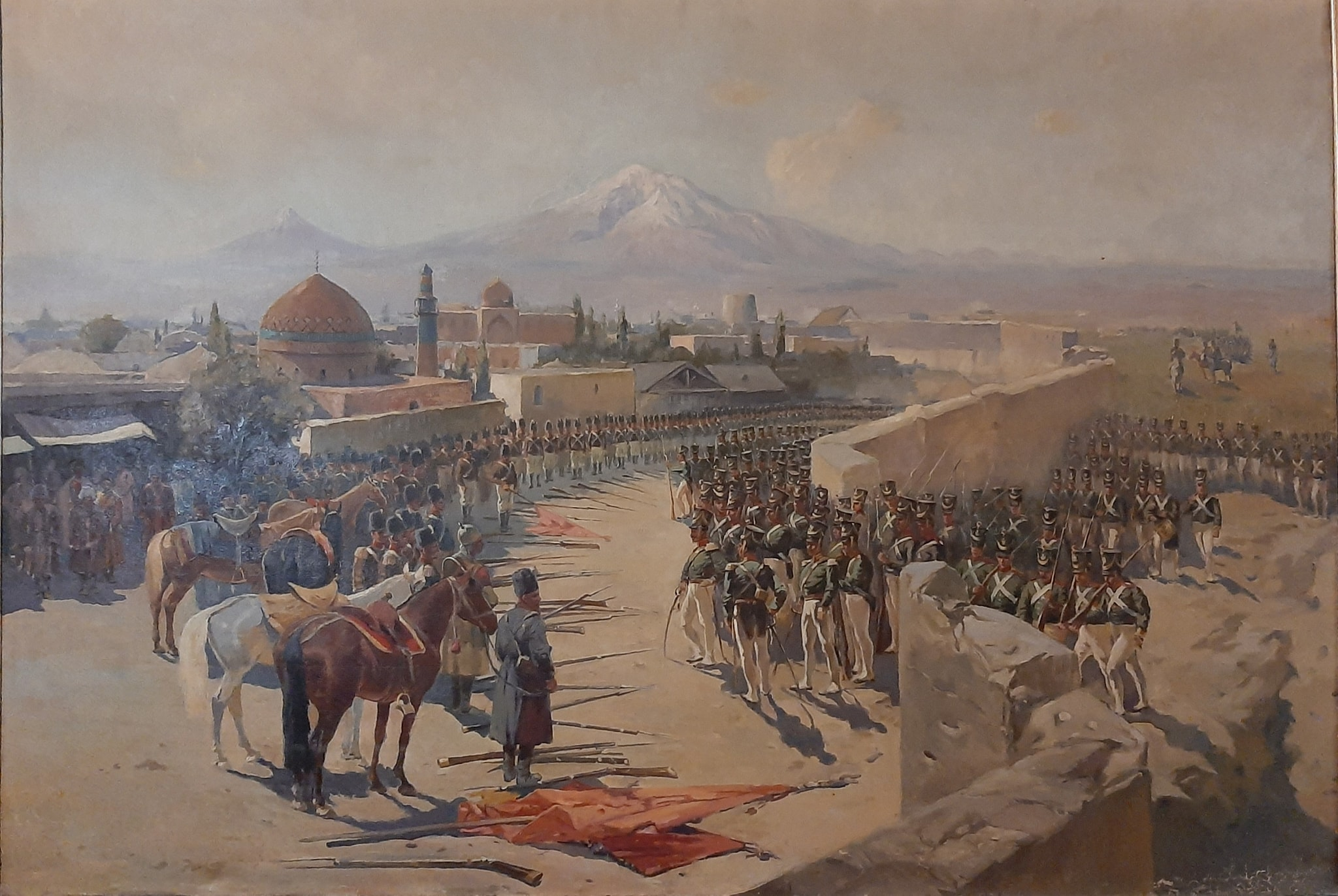
Взяття Еріванської фортеці 1 жовтня 1827. Худий. Франц Рубо, 1893

Мечеть Реджепа-паші (перс. مسجد رجب پاشا; вірм. Ռեջեփ Փաշայի մզկիթ) — єдина сунітська мечеть на території Еріванської фортеці.

## Опис
Згідно з картою, опублікованою Борисом Меграбяном у 1911, точне місцезнаходження церкви — центр стоянки столичної військової частини. Мечеть мала форму правильного паралелепіпеда та сферичний купол, була прикрашена геометричним орнаментом у східному стилі.

## Історія
Побудована у 1725 під час османського панування турецьким полководцем Реджеп-пашею.
Після відновлення іранського панування після Битви при Егварді в 1735 і до 1827 мечеть перетворена на склад.
У 1827, після взяття російськими військами Еріванської фортеці, мечеть перебудована та освячена як російський православний Покровський собор. Пізніше його зовнішній пристрій було змінено, до фасаду були додані циліндричні колони, перекритий дах, і він був перетворений на християнський храм. На картині, присвяченій взяттям Еріванської фортеці, намальованої художником Францом Рубо, мечеть Реджеп-паші та її мінарет знаходяться на передньому плані, а мечеть Сардара біля Сардарського палацу — на задньому плані.
У рамках атеїзму, що почався в 1930-і в СРСР, ця будівля, що стала православним храмом, була повністю зруйнована.